# Buais
Buais is een plaats en voormalige gemeente in het Franse departement Manche in de regio Normandië en telt 454 inwoners (2005). De plaats maakt deel uit van het arrondissement Avranches.

## Geschiedenis
Buais maakte onderdeel uit van het kanton Le Teilleul tot dat op 22 maart 2015 werd opgeheven. De gemeente werd hierop overgeheveld naar het aangrenzende kanton Saint-Hilaire-du-Harcouët. Op 1 januari 2016 fuseerde de gemeente met de aangrenzende gemeente Saint-Symphorien-des-Monts tot de commune nouvelle Buais-Les-Monts, waarvan Buais de hoofdplaats werd.

## Geografie
De oppervlakte van Buais bedraagt 18,0 km², de bevolkingsdichtheid is 34,9 inwoners per km².
De onderstaande kaart toont de ligging van Buais met de belangrijkste infrastructuur en aangrenzende gemeenten.

## Demografie
Onderstaande figuur toont het verloop van het inwonertal (bron: INSEE-tellingen).